# Lito
|  | No s'ha de confondre amb LinTo. |

Lito fou una marca sueca de motocicletes de motocròs, fabricades a Helsingborg entre 1959 i 1965 per l'empresa Litoverken AB. Només se'n van arribar a produir 35 unitats. L'amo de l'empresa, Kaj Bonebusch, era propietari d'una impremta i d'aquí venia el nom de "Lito".
Quan un dels propietaris de Monark es va morir el 1960, aquesta empresa es va retirar del motocròs. Kaj Bonebusch, relacionat amb Monark i amb experiència prèvia com a pilot de motocròs, disposava d'uns quants motors de quatre temps Albin-Monark de 498 cc (uns motors que ja havien estat instal·lats als models campions del món de Monark i Husqvarna). Bonebusch fabricà una curta sèrie de motocicletes amb marca pròpia per a vendre-les a pilots privats. A banda del motor Albin, les Lito duien un xassís propi i la resta de components, inclosa la caixa de canvis, eren britànics. Més tard, les Lito van emprar motors Hedlund.
El principal pilot de Monark, Sten Lundin, en quedar-se sense equip el 1960 va contactar amb Bonebusch i ambdós arribaren a un acord pel qual, a canvi del patrocini d'aquest, Lundin pintà la seva antiga Monark amb els colors de Lito i competí uns anys al mundial sota aquesta marca. Amb la Lito (en realitat, la Monark "disfressada"), Lundin fou campió del món el 1961 i subcampió el 1963.